# Frankolin czarnogardły
Frankolin czarnogardły (Peliperdix lathami) – gatunek średniej wielkości afrykańskiego ptaka z rodziny kurowatych (Phasianidae). Osiadły. Nie jest zagrożony wyginięciem.

## Systematyka
Gatunek po raz pierwszy zgodnie z zasadami nazewnictwa binominalnego opisał w 1854 roku niemiecki ornitolog Gustav Hartlaub. Autor nadał mu nazwę Francolinus lathami na cześć Johna Lathama, który wcześniej opisał ten gatunek pod zwyczajową angielską nazwą Leona Partridge. Holotyp pochodził z kolekcji H. Brogdena, a jako miejsce jego odłowu wskazano Sierra Leone. Obecnie gatunek umieszczany jest w rodzaju Peliperdix, którego jest jedynym przedstawicielem.
Wyróżniono dwa podgatunki P. lathami:
- P. lathami lathami (Hartlaub, 1854) – Sierra Leone do zachodniej Demokratycznej Republiki Konga i północno-zachodniej Angoli (prowincja Kabinda).
- P. lathami schubotzi (Reichenow, 1912) – zachodnia Demokratyczna Republika Konga do południowo-zachodniego Sudanu Południowego, zachodniej Ugandy i skrajnie północno-zachodniej Tanzanii.

## Morfologia
Wygląd zewnętrzny: Pokrojem ciała przypomina kuropatwę. Samiec ciemno ubarwiony, czarne gardło ostro kontrastuje z biało nakrapianym spodem. Samica bardziej brunatna.
Rozmiary: długość ciała: ok. 23–26 cm.
Masa ciała: ok. 270 g

## Występowanie

### Środowisko
Nizinne lasy równikowe oraz lasy galeriowe i zarośla nadbrzeżne.

### Zasięg występowania
Zachodnia i środkowa Afryka, od Sierra Leone na północnym zachodzie po Ugandę na wschodzie i środkową część Demokratycznej Republiki Konga na południu.

## Pożywienie
90% pokarmu stanowią bezkręgowce, takie jak termity, mrówkowate, chrząszcze i ślimaki. Dietę uzupełnia owocami, nasionami i zielonymi częściami roślin.

## Rozród
Gatunek najprawdopodobniej monogamiczny.
Okres lęgowy: Zależy od regionu: składanie jaj ma miejsce w grudniu i lutym w zachodnim Kamerunie, w grudniu w południowym Kamerunie, od grudnia do kwietnia w Demokratycznej Republice Konga, od stycznia do marca oraz od sierpnia do listopada w Ugandzie.
Gniazdo: Jaja znosi na suchych liściach, zwykle wśród korzeni drzewa.
Jaja: Znosi 2 lub 3 jaja, najczęściej 2.

## Status zagrożenia
Status według kryteriów Czerwonej księgi gatunków zagrożonych IUCN: gatunek najmniejszej troski (LC – Least Concern). Liczebność populacji nie została oszacowana; ptak ten opisywany jest jako szeroko rozprzestrzeniony, ale zazwyczaj rzadki. Trend liczebności populacji uznaje się za spadkowy ze względu na utratę siedlisk leśnych i nadmierne polowania.